# Křemýž (zámek)
Křemýž je barokní zámek ve stejnojmenné vesnici, částí obce Ohníč v okrese Teplice v Ústeckém kraji. Je chráněn jako kulturní památka.

## Historie
Prvním panským sídlem v Křemýži byla tvrz připomínaná poprvé v roce 1545. Stála severně od vesnice na návrší Ladenburk. V roce 1669 koupila křemýžské panství baronka Kateřina Alžběta z Bachonhay. V letech 1693–1695 nechala postavit na úpatí Ladenburku barokní zámek a starou tvrz strhnout. Panství po ní zdědila její neteř, která se provdala za Jana Antoníny Hýzrleho z Chodova. Později panství vlastnili Věžníkové z Věžník a Ledebourové, kteří zámek drželi až do roku 1945. Říšský hrabě Klement August Ledebour-Wicheln na počátku devatenáctého století zámek rozšířil o druhé patro a klasicistní rizalit v průčelí. Po polovině devatenáctého století bylo za Adolfa Benna Ledeboura jihozápadní průčelí doplněno novogotickými prvky.
Po druhé světové válce v zámku začalo být provozováno zdravotnické zařízení pro léčbu plicních chorob, které tam fungovalo do konce 50. let. Poté tam byla léčebna dlouhodobě nemocných. V roce 1993 byl objekt zrekonstruován, v roce 1996 byl ukončen provoz léčebny. Zámek připadl okresnímu úřadu v Teplicích a v roce 2003 pak Úřadu pro zastupování státu ve věcech majetkových. Ten celý areál tvořící 7 budov a více než 51 tis. m2 zámeckého parku v roce 2005 prodal firmě Liwa Investment Group, s.r.o. se sídlem v Teplicích. Tu vlastní Mohamed Khalifa bin Yousef Al Suwaidi, člen královské rodiny z Abú Zabí. Zámek a park jsou nevyužívané, uzavřené veřejnosti a chátrají. Společnost vlastní i řadu dalších nemovitostí v Teplicích, některé z nich také chátrají.

## Stavební podoba

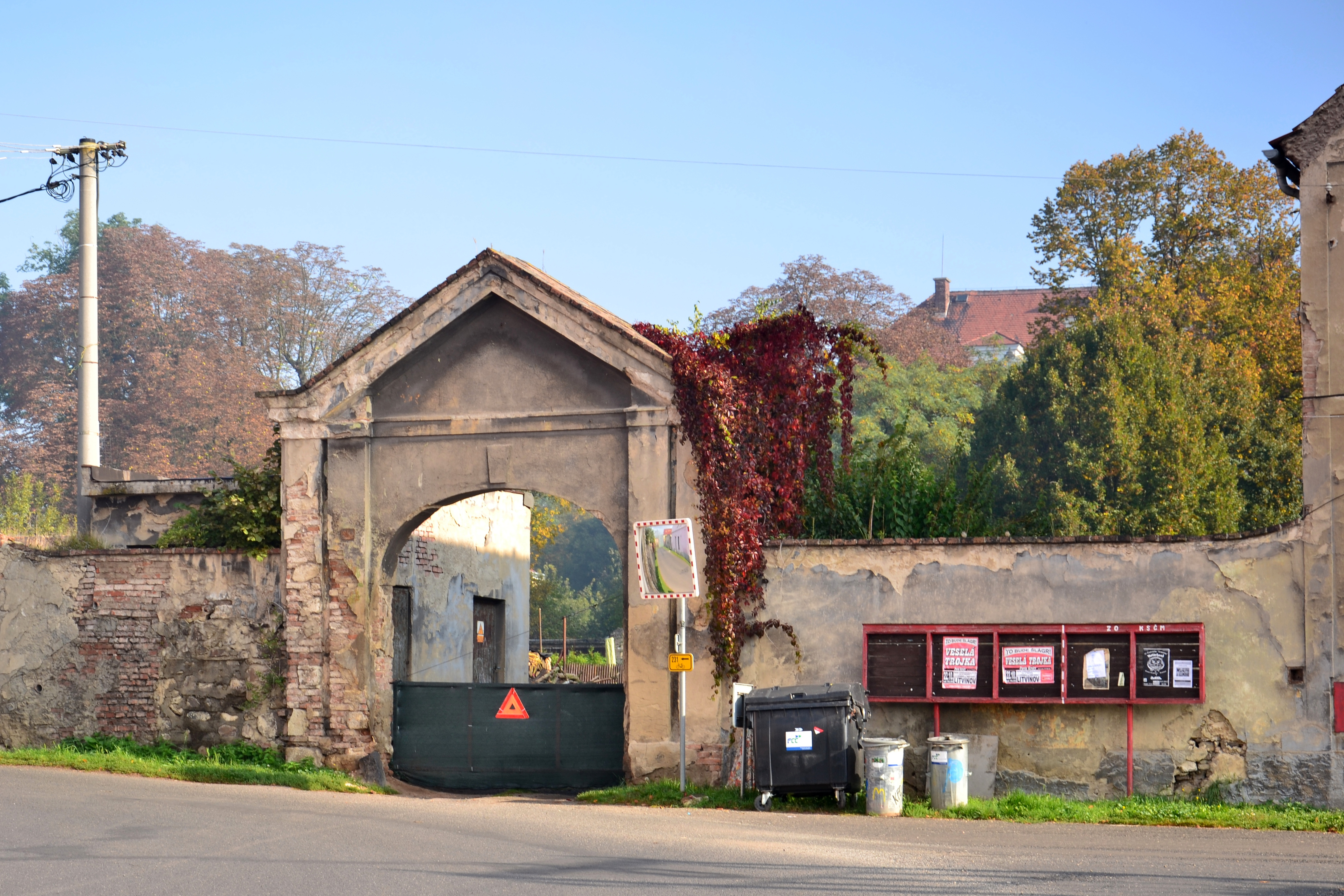
Brána z návsi do bývalého hospodářského dvora

Původní zámek tvořila jednopatrová budova s válcovitým rizalitem neseným přízemními sloupy. Ve vrcholové části se rozšiřoval do cibulovité věže s lucernou. Dochovaný zámek je dvoupatrový. Z jihozápadního průčelí vystupuje rizalit, do jehož prvního patra vede klasicistní vnější schodiště. Fasáda přízemí je zdobena barokními prvky, ale prvním a druhém patře se uplatňují klasicistní pilastrové řády s iónskými hlavicemi a římsami. Přízemní sál na severovýchodní straně je zaklenutý valenými klenbami na čtyřech sloupech. Podoba přízemních místností byla změněna vestavbou příček, přesto se v nich dochovaly klenuté stropy na fabionech. Na jihovýchodní křídlo navazuje obytný dům se zjednodušenou podobou zámeckým fasád. K zámku patřila také zimní zahrada a barokní jízdárna.